# 朱匡
朱匡，唐朝長安萬年縣芙蓉鄉人，唐僖宗時進士，光啟年間任青田縣縣令。

## 生平
据油竹《朱氏宗谱》载：朱匡唐僖宗丙年科（886年）进士，万年县芙蓉乡人，曾在光啟青田任县令